# Nicolas Bastos
Pour les articles homonymes, voir Bastos.
Nicolas Bastos, né le 29 avril 1982, est un batteur français de heavy metal et metal extrême et professeur de batterie. Il est depuis juin 2016 le batteur du groupe Dagoba.

## Biographie et formation
Nicolas Bastos étudie le piano de l'âge de 6 ans jusqu'à 12 ans. Il découvre  la batterie à l'âge de 16 ans et prend des cours en école de musique publique et privée. À 20 ans, il est admis à la prestigieuse école de batterie la Drumtech à Londres dont il sort diplômé en 2003.
Il a fait l'objet de plusieurs articles et interviews dans la presse spécialisée nationale.

## Musicien de groupes
Il joue à Londres durant ses études et en France dans différents petits groupes de rock metal et fonde le groupe Deep in Hate en 2004. En 2005, il rejoint le groupe L'Esprit du Clan dans lequel il participe à quatre albums. Il a participé à des sessions d'enregistrement ou scéniques pour T.A.N.K, Aborted et Betraying the Martyrs ainsi que pour Universal Music France. Au début de l’année 2016, il est contacté par Shawter et Werther de Dagoba pour une tournée au Canada en tant que remplaçant du batteur qui ne pouvait l'assurer. Cette tournée ne se fait finalement pas mais au départ de Franky Costanza, il lui est proposé d'intégrer définitivement le groupe pour finir la tournée 2016 dont plusieurs dates avec le groupe Apocalyptica et pour préparer le nouvel album Black Nova. Cet album est considéré à ce jour par la critique spécialisée nationale et internationale comme l'un des meilleurs du groupe et le jeu et les arrangements de batterie de Nicolas Bastos sont remarqués,,. Nicolas Bastos quitte L'Esprit du Clan en juin 2016 et leur présente un nouveau batteur ; finalement, Julien Wallois est retenu. En 2017, il est membre du jury pour la finale nationale du tremplin Emergenza à Paris au côté du guitariste du groupe Indochine, Boris Jardel. En 2020, il quitte le groupe Dagoba pour raisons familiales mais aussi pour se consacrer plus à l'enseignement et à la fondation du concept Poum Tchak Academie, actions culturelles auprès d'écoles, centres de loisirs, établissements médico-sociaux. En 2023, il est contacté par Aldebert (musicien) pour l'enregistrement de l'album et la tournée Hell'Debert  Enfantillages 666 qui se fera en 2024 et 2025, ce qu'il accepte comme son ultime tour d'honneur et que le projet de jouer du Metal pour les enfants lui plait.

## Discographie
- Deep in Hate:  
  - 2004 Never Remorse (Demo)
  - 2006 Promo 2006 (Rehearsal) (Demo)
  - 2007 Only the Strong Survive
  - 2011 Origins of Inequality
  - 2014 Chronicles of Oblivion
  - 2017 Disobey
- L'Esprit du Clan :    
  - 2007 Chapitre III - Corpus Delicti
  - 2009 Chapitre IV : L'enfer c'est le nôtre
  - 2011 Chapitre V - Drama
  - 2016 Chapitre VI
- Dagoba:   
  - 2017 Black Nova
- Divers :
  - 2005   Drifting Breed
  - 2006  Apocalyse Now   Confrontation with God
  - 2013  Obszon Geschopf Highway of Horrors
- Guillaume Aldebert
  - 2023  Hell'Debert Enfantillage 666

## Participations aux festivals
- Hellfest :
  - 2012 avec l'esprit du clan
  - 2015 avec Deep in Hate
  - 2019 avec Dagoba
- Wacken Open Air : 2016 avec Dagoba
- Download Festival (France) : 2017 avec Dagoba

## Enseignements, drum shows
Il est nommé "prof de l'année 2012" par Batteur Magazine[réf. nécessaire]. Il enseigne autant aux jeunes débutants qu'aux professionnels.
Il participe régulièrement depuis plusieurs années à des Master Class et drums shows notamment pour Yamaha Drums (Yamaha Drums Show 2017) ,[source insuffisante], le Bagshow 2012 [source insuffisante] organisé par La Baguetterie (qui commercialise d'ailleurs des baguettes à sa signature fabriquées par Pro Orca), ou encore l'International Drum Summer Camp à Nevers chaque été depuis 2013.
En 2011, il crée son propre show de batterie, le Bastos Drum Show, à l'aide de l'équipe de la salle L'Empreinte à Savigny-le-Temple, qui se tient en 2011, puis en 2013 et 2015, et à la Réunion en 2018. Il invite au cours de ces shows des élèves à jouer, ainsi que d'autres batteurs,,.
Depuis décembre 2017, il joue sur une caisse claire qui porte son nom conçue par Stéphane Toussaint de Crash Drum Custom.
Il fonde le concept Poum Tchak Academie. Plusieurs professeurs de batterie interviennent dans toute la France dans les établissements scolaires, para-scolaires et médico-sociaux pour initier la batterie.